# Collin Burns
 (décembre 2016).
Collin Burns est un champion américain de Rubik's cube.

## Biographie
Au Red Cross 2014, avant son record du monde, Collin Burns décroche le record de l'Amérique du Nord au Rubik's cube 3x3 de 5,93 secondes.
En avril 2015, Burns établit le record du monde en Rubik's cube 3x3, avec un temps de 5,25 secondes lors de la compétition de Doylestown Spring, battant l'ancien record de 5,55 secondes détenu par Mats Valk,. Il explique dans une vidéo quelques mois plus tard qu'il utilise la méthode CFOP.
Son record a été par la suite plusieurs fois battu ; aujourd'hui (2018), il est de 4,22 secondes, franchi par Feliks Zemdegs en mai 2018.